# Nikolaus Resa

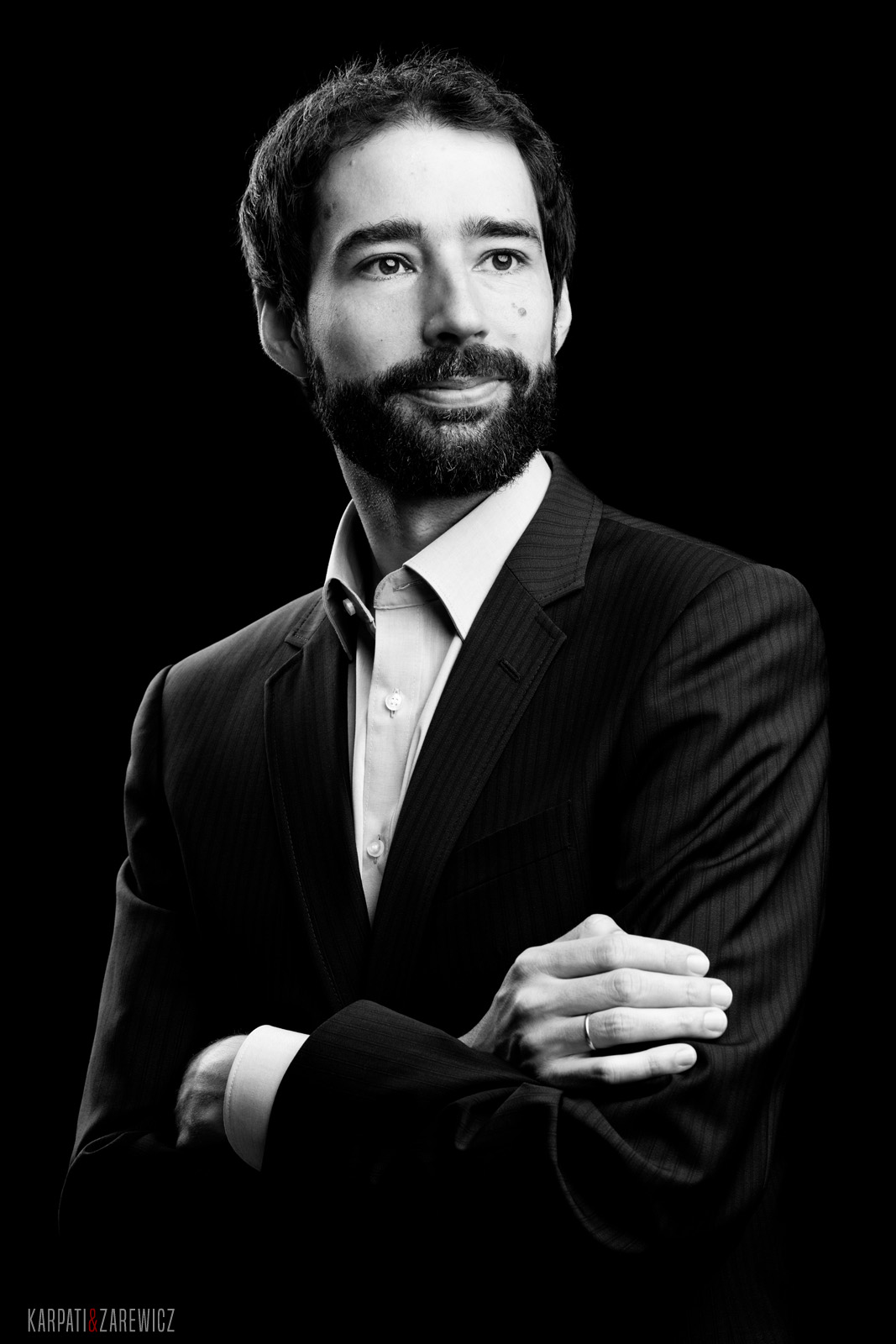
Nikolaus Resa

Nikolaus Resa (* 1980 in Berlin) ist ein deutscher Pianist.

## Leben und Wirken
Resa ist der Sohn des Bratschers Neithard Resa und Enkel des Geigers Johannes Bastiaan. Seinen ersten Klavierunterricht erhielt er im vierten Lebensjahr. Mit sechs Jahren begann er zusätzlich mit dem Violinspiel. 1991 wurde er als Jungstudent ans Julius-Stern-Institut der Universität der Künste in Berlin aufgenommen. Er studierte Klavier bei Georg Sava an der Hochschule für Musik „Hanns Eisler“ in Berlin. In dieser Zeit widmete er sich intensiv der Kammermusik und Liedbegleitung und erhielt Impulse von Thomas Brandis, Wolfgang Boettcher, Ulf Wallin und Wolfram Rieger. Bei Markus Becker an der Hochschule für Musik, Theater und Medien Hannover absolvierte er anschließend ein Aufbaustudium in der Soloklasse für Kammermusik.
Im Bereich der Kammermusik wirkt Resa als Pianist des Berlin Piano Trio, mit dem er 2009 den Internationalen Joseph Haydn Kammermusik Wettbewerb in Wien sowie den Publikumspreis gewann.
Außerdem tritt er als Klavierpartner in verschiedenen Formationen vom Duo bis zum Klavierquintett auf. Zu seinen Kammermusikpartnern zählten unter anderem  Daniel Stabrawa, Gabriel Schwabe, Tobias Feldmann, Peter Rainer, Andreas Willwohl und Hartmut Rohde.
Er spielte zudem in Aushilfe als Orchesterpianist unter anderem mit dem Deutschen Symphonie-Orchester Berlin zusammen.
Resa ist seit 2009 Dozent für Korrepetition und Kammermusik an der Universität der Künste Berlin und wirkt als Korrepetitor an der Karajan-Akademie der Berliner Philharmoniker.